# Richard Adams Locke
Pour les articles homonymes, voir Locke.
Richard Adams Locke, né le 21 septembre 1800 à East Brent en Angleterre et mort le 16 février 1871 à New Brighton dans l'État de New York, est un journaliste américain.

## Biographie

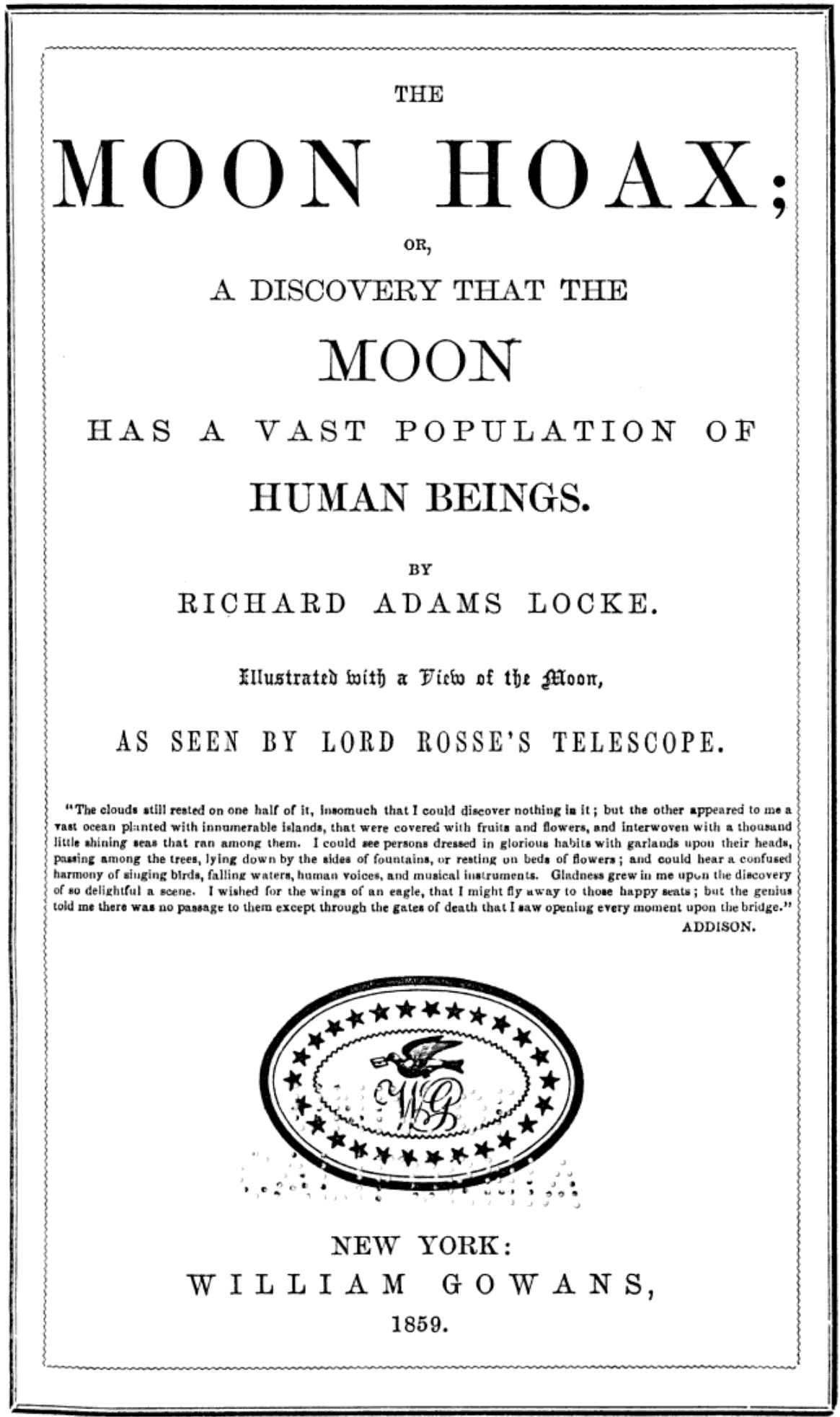
The Moon Hoax de Richard Adams Locke

Se disant descendant de John Locke, il étudie à Cambridge puis arrive aux États-Unis où il entre comme journaliste au New York Sun. Il devient célèbre en 1835 en inventant le canular du Great Moon Hoax. Il publie ainsi dès le 25 août 1835 une série d'articles scientifiques basés sur les travaux de John Herschel où il montre la Lune composée de cavernes où demeurent des hippopotames et des animaux non identifiés. Locke reconnait publiquement en être l'auteur en 1840, dans une lettre à l'hebdomadaire New World.
François Arago lut ses articles à l'Académie des sciences et Jules Verne le mentionne dans le chapitre II de son roman De la Terre à la Lune.